# Kleingebiet Fehérgyarmat
Das Kleingebiet Fehérgyarmat (ungarisch Fehérgyarmati kistérség) war bis Ende 2012 eine ungarische Verwaltungseinheit (LAU 1) innerhalb des Komitat Szabolcs-Szatmár-Bereg in der Nördlichen Großen Tiefebene. Es war das östlichste Kleingebiet in Ungarn und hatte mit 49 Ortschaften die meisten für ein Kleingebiet innerhalb des Komitats. Im Zuge der Verwaltungsreform gelangten Anfang 2013 alle Ortschaften in den nachfolgenden Kreis Fehérgyarmat (ungarisch Fehérgyarmati járás), der noch um die Gemeinde Tivadar aus dem Kleingebiet Vásárosnamény erweitert wurde.
Ende 2012 lebten auf einer Fläche von 702,57 km² 38.196 Einwohner. Die Bevölkerungsdichte war mit 54 Einwohnern/km² halb so hoch wie die des gesamten Komitats.
Der Verwaltungssitz befand sich in der einzigen Stadt Fehérgyarmat (7.967). Die beiden Großgemeinden (ungarisch nagyközség) Kölcse und Tiszabecs hatten mehr als 1.000 Einwohner.

## Ortschaften
| Botpalád    | Cégénydányád | Csaholc       | Császló      | Csegöld      |
| Darnó       | Fehérgyarmat | Fülesd        | Gacsály      | Garbolc      |
| Gyügye      | Hermánszeg   | Jánkmajtis    | Kérsemjén    | Kisar        |
| Kishódos    | Kisnamény    | Kispalád      | Kisszekeres  | Kölcse       |
| Kömörő      | Magosliget   | Mánd          | Méhtelek     | Milota       |
| Nábrád      | Nagyar       | Nagyhódos     | Nagyszekeres | Nemesborzova |
| Olcsvaapáti | Panyola      | Penyige       | Rozsály      | Sonkád       |
| Szamossályi | Szamosújlak  | Szatmárcseke  | Tiszabecs    | Tiszacsécse  |
| Tiszakóród  | Tisztaberek  | Tunyogmatolcs | Túristvándi  | Túrricse     |
| Uszka       | Vámosoroszi  | Zajta         | Zsarolyán    |              |